# 徐小溪
徐小溪（1981年11月18日—），出生于中国四川省成都市，是一位中国电影导演和编剧。他属于新一代的中国电影人，曾經留学于海外。自2010年以来，他和西班牙导演罗伯托·F·卡努图（Roberto F. Canuto）共同指导一系列的电影作品，并在中国内地成立乱红影像工作室（Almost Red Productions）。

## 生平介绍
徐小溪出生于中国四川省成都市。从小受到身為摄影师之父亲的艺术影响。他的父亲在他八岁时送给他一台摄像机，他便开始写故事，并和他的朋友们用摄影机拍摄记录下来。他於高中毕业后，为了体验和学习不同的文化。他远赴南非伊丽莎白港，在纳尔逊·曼德拉大学学习美术专业，在那里徐小溪奠定了绘画、摄影等技能基础。最后一年他主修油画和录像艺术，在他的毕业作品《涌：向玛雅达伦致敬》（The Fluxus of ID, a tribute to Maya Daren）之中，他以一位录像艺术家身份，用视频图像方式，表达了自己对当今全球化和个人文化身份冲突的看法。 2006年，他获得了美术学士学位。
大学毕业后，徐小溪开始自己的电影制作生涯，他继续他的海外留学历程：在纽约电影学院、加州环球影城分校（好莱坞）攻读电影制作硕士学位。在那里，他用胶片和数字制作指导并拍摄很多电影短片，包括很多以电影摄影师的身份参与的作品。（最有名的是《永远的托托》,获得柯达摄影奖学金最佳摄影短片的提名）。 於2010年他以长片电影《欲望之途》毕业。
从2008年开始，他的电影参加各类的国际电影节，并获得一些奖项。这些电影都是和他的长期搭档，西班牙导演罗伯托·F·卡努图合作共同指导下所完成制作的。他们在洛杉矶攻讀硕士电影学位时相识，两人共同完成作品《美美》（第一年短片作品）和《欲望之途》（硕士毕业长片作品），成为他们最有名的电影作品。《欲望之途》在2014年西班牙阿斯图里亚斯电影节获得最佳长片奖项，在2011年“米克斯墨西哥国际电影节”获得最佳国际长片特别关注奖项，以及獲得其他电影节的很多提名和特别展映。从电影短片《美美》的製作后期开始，徐小溪便开始和意大利著名管弦乐打击乐手和前卫现代音乐作曲家安德烈琴塔佐(Andrea Centazzo)一起合作，后来他成为徐小溪的后期配乐团队的固定搭档, 也成为他的作品的一个标志。 从那时起，安德烈琴塔佐便开始为他的电影作品制作原创音乐包括：《美美》（2009年）、《永远的托托》（2010年）、《欲望之途》（2011年）和《逆境》（2013）
回到中国内地后，徐小溪正式成立自己的工作室：乱红影像工作室，在那里他和他的合作搭档罗伯托卡努图制作了一系列不同的叙事作品，以及商业广告作品。在2013年，由他们共同指导下，一部中国和西班牙共同出品的短片电影《逆境》诞生了，这部影片获得最佳短片电影奖（河滨萨吉诺国际电影节，密歇根州，美国），最佳女演员奖项：夏瑞红和最佳短片二等奖（阿斯图里亚斯电影节，西班牙），以及其他很多国际电影节的竞赛提名和国际展映。除了叙事电影，乱红影像工作室也参与广告和宣传片的制作，并积极参与一些非盈利性组织，如中国的同心圆工程的项目合作，工程目标是改善中国贫困农村地区的卫生医疗条件。
徐小溪和他的团队最新创作的剧本项目，目前暂时命名为《满月下的图努拉》，是关于中国山区苗族之文化故事的内容，它将在2015年准备拍摄。

## 电影作品

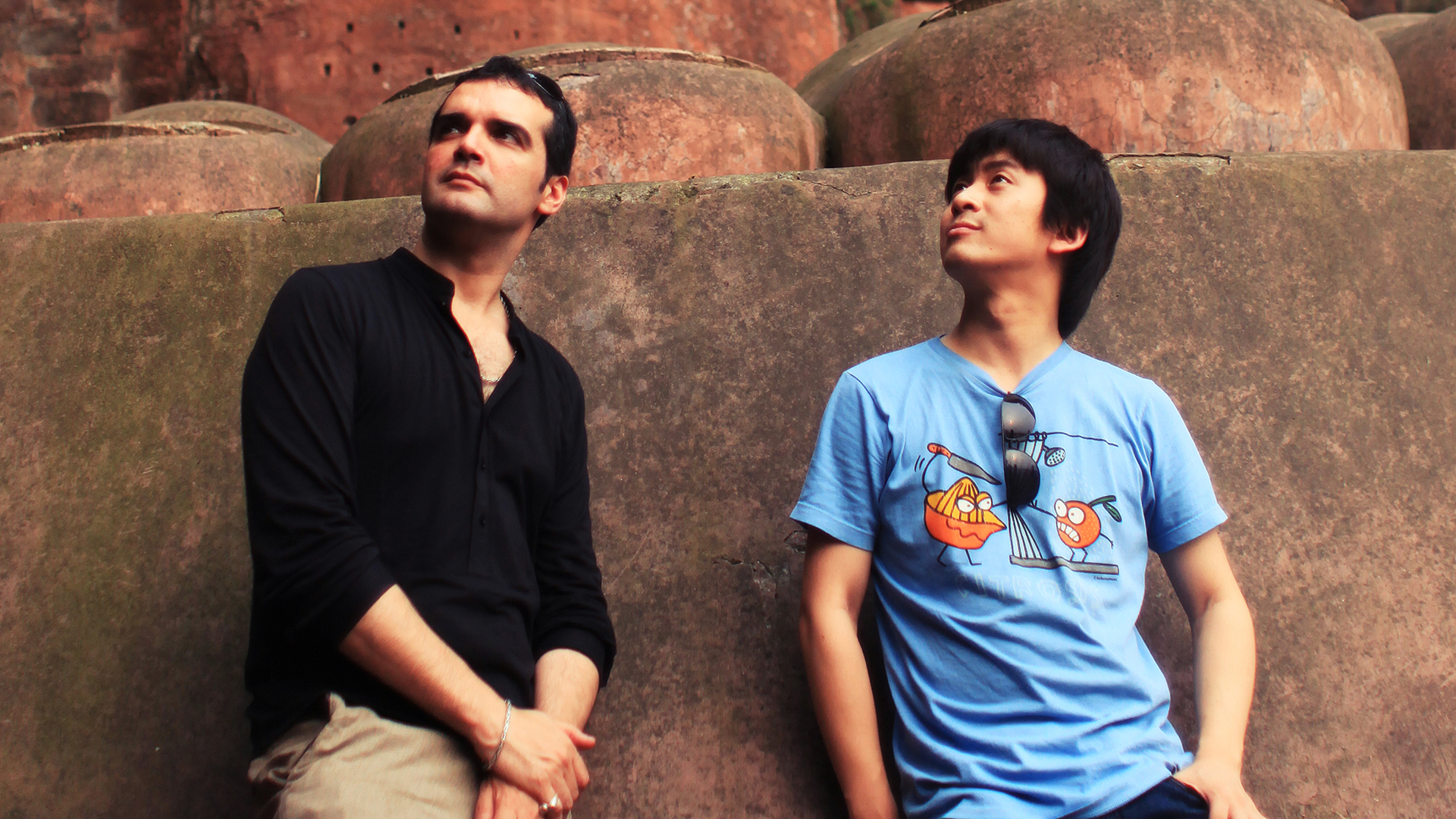
徐小溪（右）和罗伯托·F·卡努图（左）在四川乐山

徐小溪曾执导过不少的电影短片作品，但他的大部分作品仍然未发行。在学习电影硕士之前，他曾指导很多记录片和艺术录像，如艺术录像作品《涌：向玛雅德伦致敬》。在纽约电影学院时期，他曾采用16毫米胶片、RED ONE数字摄影设备等方式拍摄制作了如《绳索》、《午餐》和他第一年作品《美美》等短片。2010年他和罗伯托共同编写和导演的第一部长片《欲望之途》，获得业界关注，并获得国际电影节多个奖项。2012年，徐小溪与西班牙电影导演罗伯托·卡努图共同成立“乱红影像工作室”，从事独立电影、纪录片及媒体广告制作宣传。2013年，由“乱红影像工作室”独立制作拍摄的首部全中文短篇剧情片《逆境》制作完成。该片吸引不少媒体的关注，有记者和电视台对該部電影进行了报导。 

### 欲望之途（2011）
《欲望之途》（Desire Street）是导演徐小溪与西班牙电影导演罗伯托·F·卡努图（Roberto F. Canuto）共同指导的第一部故事长片，这也是他们在美国纽约电影学院艺术硕士的作品。《欲望之途》故事讲述在美国的单亲墨西哥三口移民家庭、保守虔诚的母亲、叛逆自我的儿子、缺乏自信的女儿如何在一个压抑的环境中生存，直至一个新的邻居出现：一个风尘女子，让他们对生活的欲望和态度发生了改变。电影基于墨西哥电视情景剧的基础，分成三个小段，以黑色幽默的方式、漫画夸张的人物，表达了对弱势群体的尊重。此片在电影节获得积极的评价。2011年本片获得第15届墨西哥米克斯电影节最佳长片特别关注奖。2014年获得西班牙阿斯图利亚电影节最佳长片奖。
- 墨西哥米克斯电影节评委总结“《欲望之途》有非常好的剧本结构，有力的故事情景，刻画了鲜明具有特点的人物。” [13]

- 西班牙阿斯图利亚电影节评委总结“《欲望之途》塑造了很好的剧本结构，揭示了不同阶层彼此的代沟、家庭、性，反映了在不同种族的环境下的各类矛盾冲突。”.[14]

- MTG网站电影评论家迪克金写到：“《欲望之途》角色类似阿莫多瓦电影里面的人物，需要以奇怪的方式来表现出自己内向的欲望。有效的使用很多主观的摄影镜头、电影构图、大量的镜像的使用，在虚构的故事情节中展现真实的情感。徐小溪和罗伯托卡努图导演的合作为电影灌入了不同的新鲜力量，为两人未来的发展奠定了很好的基础。” [15]

《欲望之途》在西班牙首映的时间是2014年9月到2014年8月，目前制片正在商议关于出售全球发行权的问题。

### 逆境（2013）
《逆境：不可偷盗》（Ni Jing: Thou Shalt Not Steal）是第一部由乱红影像工作室和西班牙共同制作，在中国拍摄的合拍电影短片。 由发生在成都本土的真实事件改编，以充满悬疑的色彩、写实的拍摄手法、倒叙回忆的方式，讲述一对普通年轻恋人在面对突如其来的问题时，呈现出的不同态度和处理方式。影片从刻画人物角色的内心到行为的变化，淋漓尽致的折射出生活在当今光怪陆离的城市中，情感缺失下的年轻男女，面对爱情、婚姻、物欲、责任等现实问题的种种迷惘、逃避、退让以及由此产生的变异扭曲的情感视角。
《逆境》获得了一些奖项：这部影片获得了最佳短片电影奖（河滨萨吉诺国际电影节，密歇根州，美国），最佳女演员奖(夏瑞红)和最佳短片二等奖（阿斯图里亚斯电影节，西班牙），并提名最佳男主角（万银辉）。在2014年首次在知名的西班牙希洪电影节放映，获得很多关注和积极的反响。
- 中国凤凰娱乐新闻网报导：“该片在成都实景拍摄，对白以四川方言为主。虽然内容十分“接地气”，但这对跨国组合在创作中却非常默契”。[17]

- 四川日报讯：“《逆境》在成都小酒馆试映，如同悬疑片的节奏让现场影迷眼前一亮。”  [18]

目前。《逆境》现在正在全世界的各大影展巡回展映。

### 美美（2009）
《美美》（Mei Mei），是徐小溪在纽约电影学院第一年结业电影作品，是他和罗伯托卡努图共同编剧 。电影首映于匈牙利斯罗慢节奏国际电影节，继续了这个有32周年的历史的著名匈牙利电影节对艺术的一贯宗旨。《美美》是2009年8月下旬被电影节选入。 当时观众和媒体的反应是非常积极的，有些媒体提到：“《美美》是一个“美丽而令人心碎的爱情故事”。除了在电影节上放映，此短片还代表纽约电影学院获得美国洛杉矶柯达学生奖学金最佳摄影的提名，摄影指导正是徐小溪的长期搭档西班牙导演罗伯托卡努图。